# Tajay Gayle
Tajay Gayle (Kingston, 2 de agosto de 1996) é um atleta jamaicano especializado no salto em distância. 
O ano de 2019 foi o mais bem sucedido de sua carreira até o momento, quando conquistou a medalha de ouro no Campeonato Mundial de Atletismo de Doha, no Qatar. No meio do ano já havia conquistado uma medalha de prata nos Jogos Pan-americanos de Lima, no Peru. Contusões o impediram de ter um bom rendimento em Tóquio 2020. Conquistou uma medalha de bronze no Campeonato Mundial de Atletismo de 2023, em Budapeste.